# Brutalizm

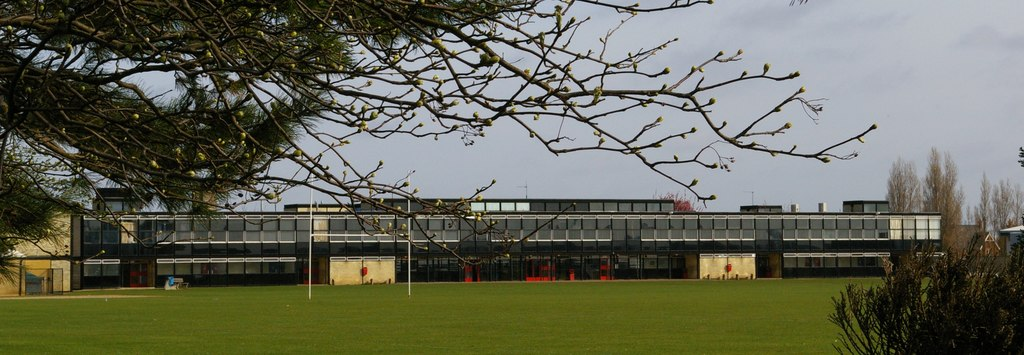
Szkoła w Hunstanton. Peter i Alison Smithson, 1949

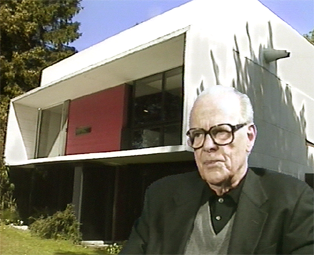
Brutalistyczny dom i pracownia architekta André Wogenscky w Saint-Rémy-lès-Chevreuse we Francji, 1952. Pozornie masywna forma betonowej bryły kryje gigantyczne przeszklenia zamiast okien i taras rekreacyjny na dachu płaskim

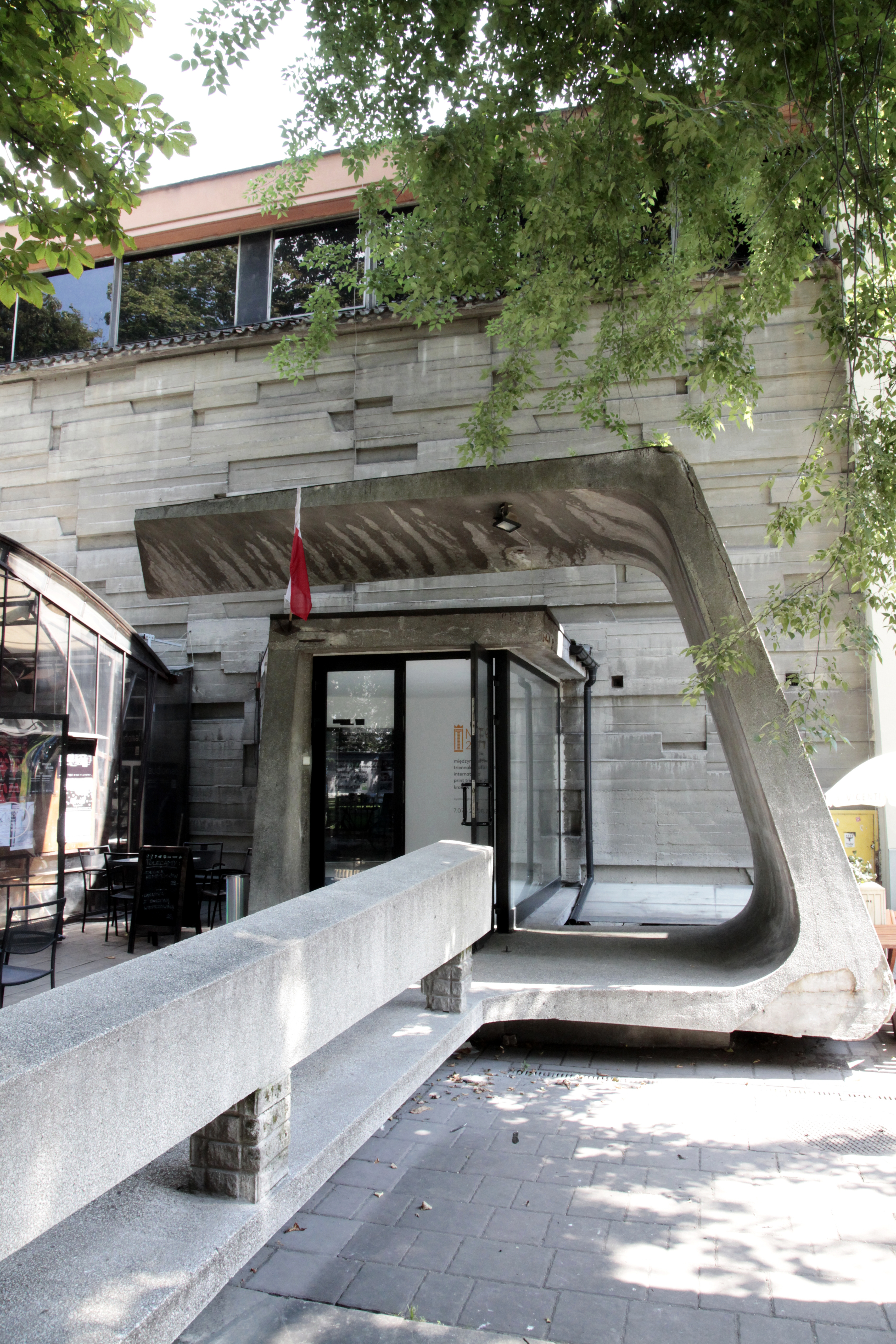
Bunkier Sztuki w Krakowie (detal architektoniczny), Krystyna Tołłoczko-Różyska, 1965

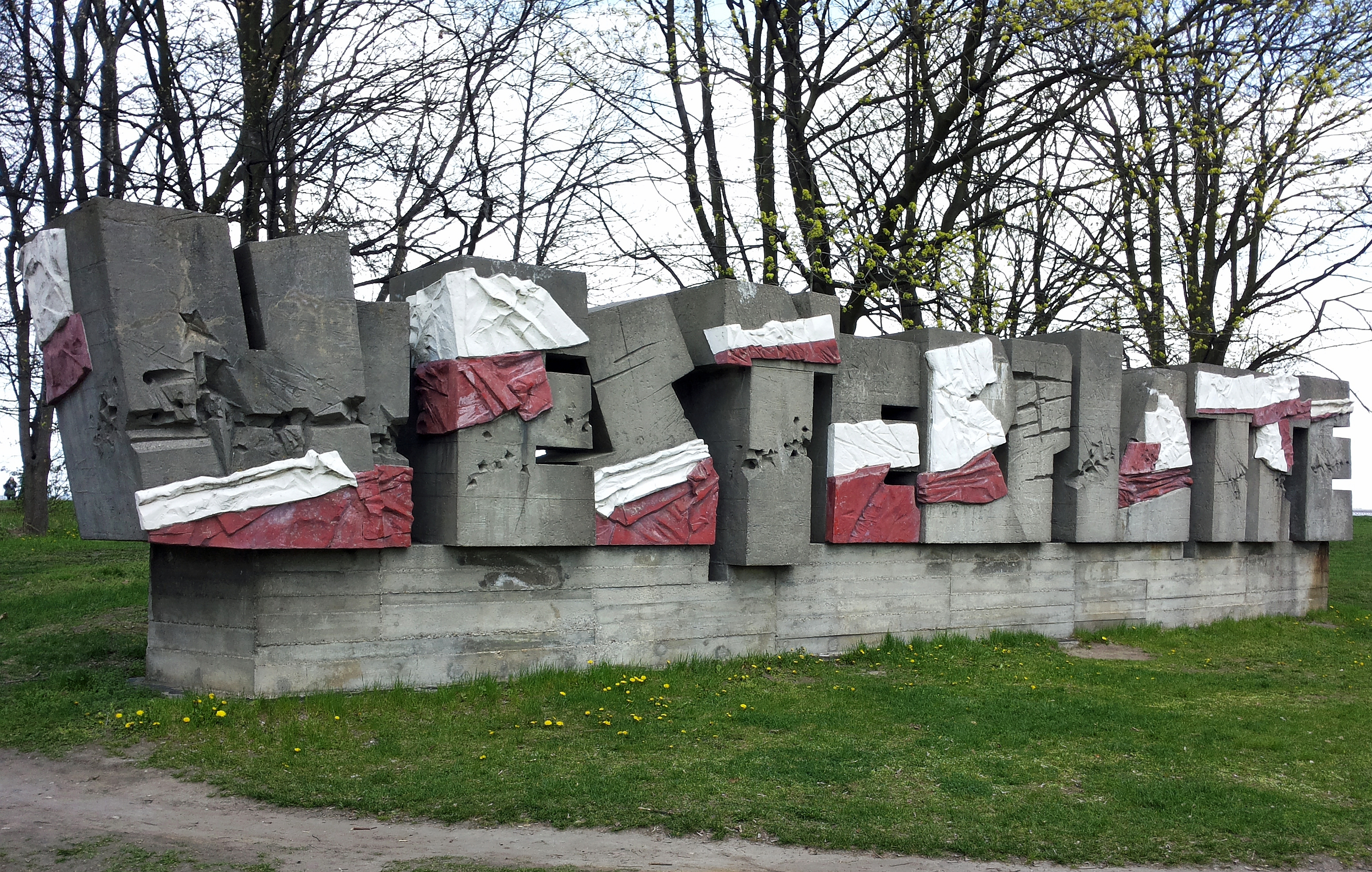
Brutalistyczny pomnik Westerplatte w Gdańsku, Franciszek Duszeńko, 1966

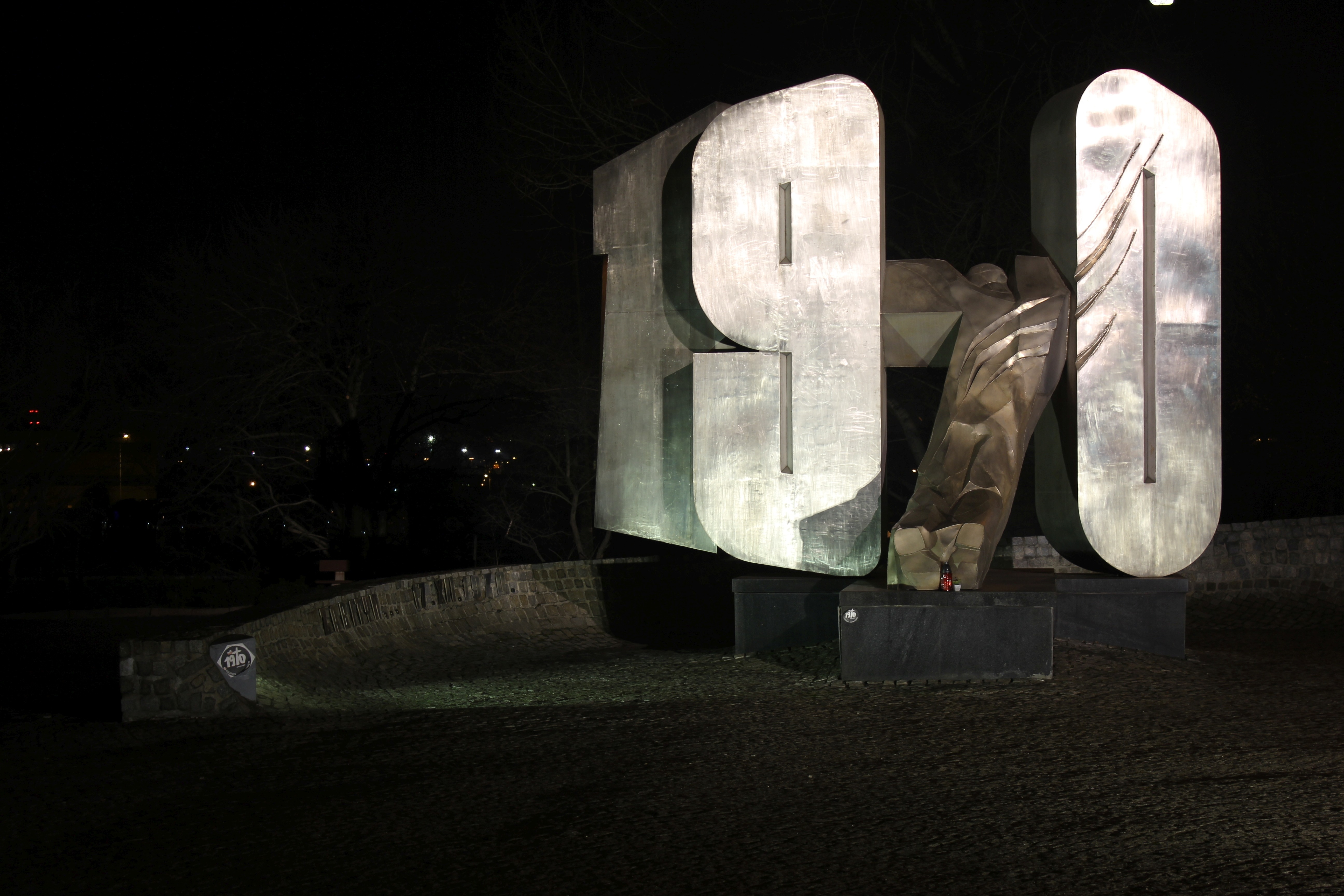
Brutalistyczny Pomnik Ofiar Grudnia 1970 w Gdyni, Stanisław Gierada, 1980

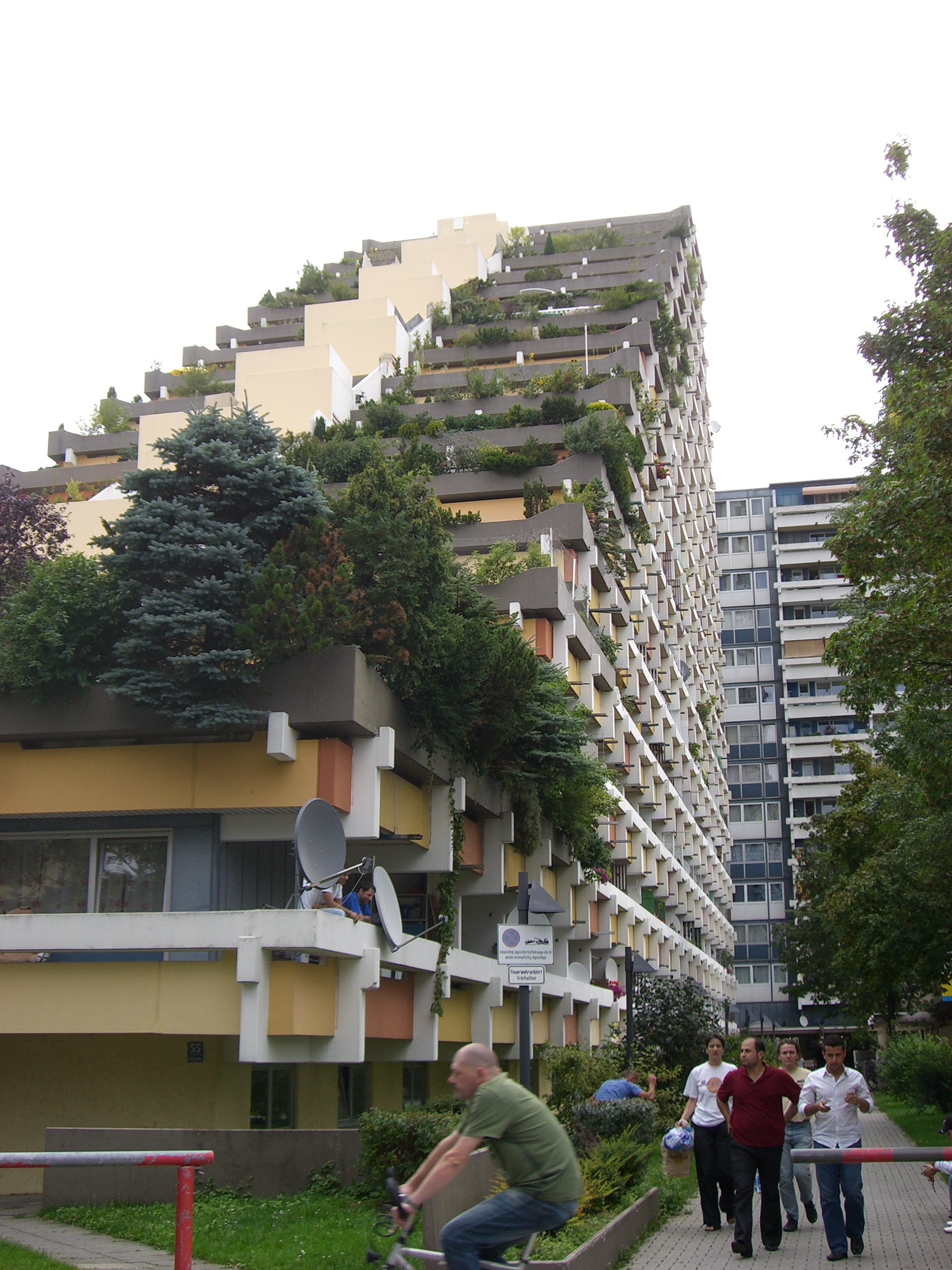
Blok mieszkalny z widokiem na Alpy, „Pharao-Haus” („Pyramide”) w Monachium, architekt Karl Helmut Bayer, 1974. Tarasowiec (niem. Terrassenhochhaus) reprezentuje późny modernizm i zaliczany jest do brutalizmu. Architektura humanistyczna, a nie masowa. Nowatorski blok mieszkalny będący rezultatem wyciągnięcia wniosków z błędów dotychczasowej architektury mieszkaniowej modernizmu w tym brutalizmu.

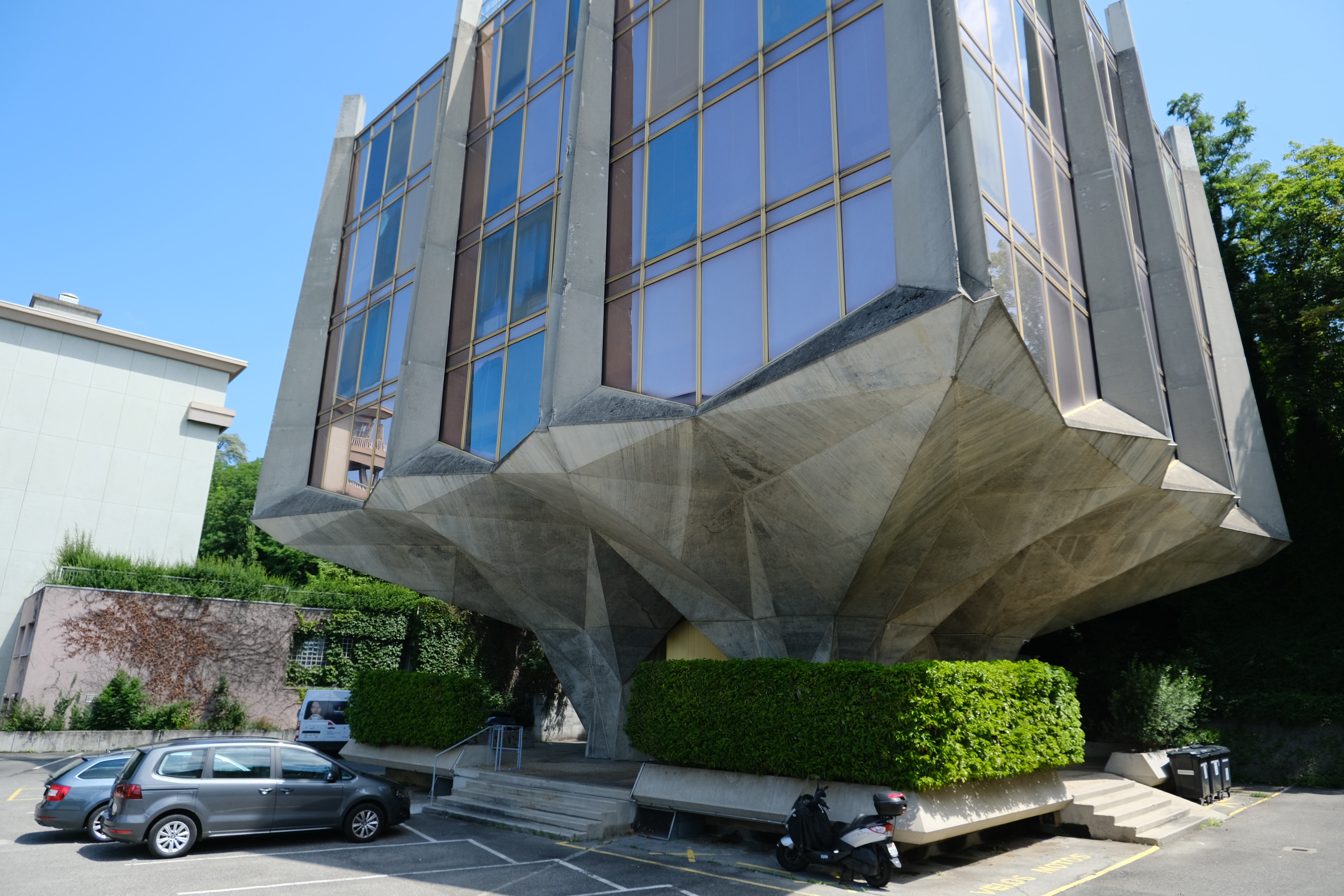
Tulipan w Genewie, Jack Vicajee Bertoli, 1976

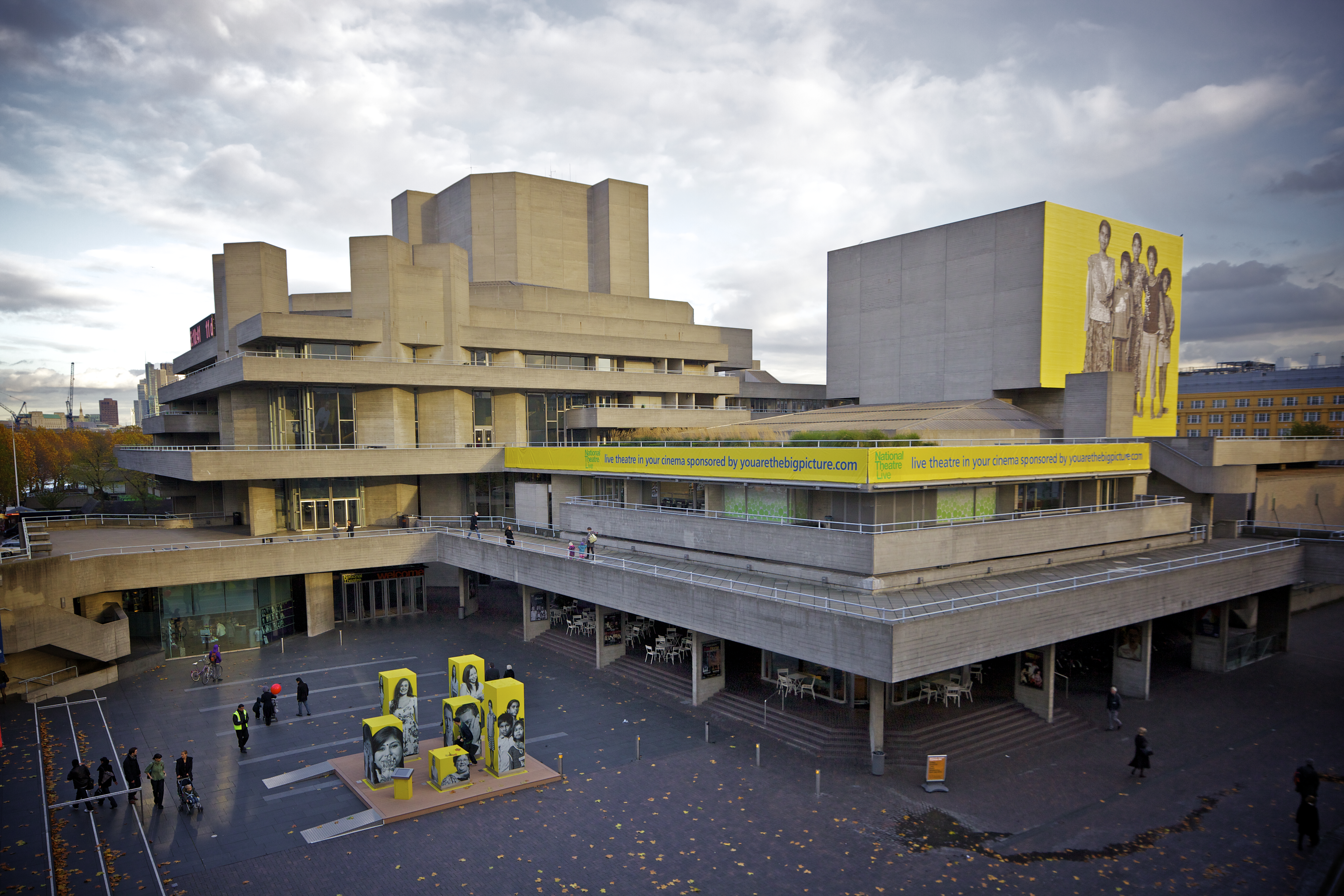
Gmach Royal National Theatre w Londynie, Denys Lasdun, 1976

Brutalizm – nurt architektury późnego modernizmu powstały w końcu lat 40. XX wieku.
Przełomowym obiektem była szkoła w Hunstanton w Anglii zbudowana przez Petera i Alison Smithson w 1949. Miała ona wyeksponowaną stalową konstrukcję, nieotynkowane ceglane mury, odsłonięte belki stropowe i przewody instalacyjne.
Brutalizm zakładał, że najważniejsze są przestrzeń, konstrukcja i uwrażliwienie na właściwości zastosowanych materiałów. Zmienił architekturę z abstrakcyjnej na ekspresyjną. Nazwa wywodzi się z francuskiego określenia béton brut, oznaczającego surowy beton i stosowanego wcześniej przez Le Corbusiera w odniesieniu do jego prototypowego i kontrowersyjnego bloku marsylskiego wybudowanego w stylu brutalizmu w 1952, jednak wyróżniającego się z podobnych sobie budowli humanistyczną architekturą docenianą zarówno przez jej użytkowników jak i krytyków sztuki.
Późniejsza architektura brutalizmu bywała krytykowana właśnie za dehumanizację. Architekturze tej zarzucano braki funkcjonalne, brzydotę i regres jak w przypadku szeroko krytykowanej Wieży Genex w Belgradzie z 1980, autorstwa Mihajlo Mitrović, gdzie ekspresja surowego betonu dominuje nad funkcją. Budynek jest zupełnie pozbawiony funkcjonalnych elementów architektonicznych takich jak portfenetry, szklane ściany, tarasy słoneczne, loggie i miejsca na bujną roślinność znanych już z powojennej, europejskiej architektury humanistycznego modernizmu.
Na rozwój brutalizmu znaczny wpływ miał minimalizm prezentowany przez twórczość Ludwiga Miesa van der Rohe.
Jedynym miastem na świecie stworzonym całkowicie w stylu brutalizmu jest Czandigarh, zbudowane głównie z surowego betonu przez Le Corbusiera w 1953. W znacznej mierze brutalistyczne oblicze uzyskało Skopje, stolica Jugosłowiańskiej Socjalistycznej Republiki Macedonii w wyniku odbudowy po dewastującym trzęsieniu ziemi w 1963. Jednym z pierwszych znaczących dzieł sztuki sakralnej w stylu brutalizmu jest francuski klasztor Sainte Marie de La Tourette z 1960, autorstwa Le Corbusiera, gdzie surową formę betonu łagodzi ogród na dachu płaskim.
Wyjątkowym budynkiem brutalistycznym wykonanym bez użycia betonu na fasadzie jest piramida mieszkalno-biurowa, później przeznaczona na szpital (niem. Ferrohaus) w Zurychu, zbudowana ze stali kortenowskiej przez Justusa Dahindena w 1970 oraz Nová Scéna Teatru Narodowego (cz. Národní divadlo) w czeskiej Pradze, zbudowana ze szklanych luksferów i zielonego marmuru kubańskiego przez Karela Pragera w 1983. Luksfery na fasadzie teatru bywają podświetlane kolorowymi diodami aby wyświetlić dowolną grafikę, natomiast bryła budynku unosi się w powietrzu nad ziemią dzięki licznym prześwitom.

## W Polsce
Czołowym przykładem architektury brutalizmu w Polsce jest odbudowany dworzec kolejowy Katowice oraz blok mieszkalny Superjednostka tamże. Kolejnym przykładem brutalizmu w Polsce jest Galeria Sztuki Współczesnej „Bunkier Sztuki” w Krakowie. Zdaniem dyrektor Zarządu Infrastruktury Komunalnej i Transportu w Krakowie Joanny Niedziałkowskiej Stadion Miejski w Krakowie jest następnym przykładem tego nurtu architektonicznego.
Do budynków brutalistycznych zalicza się też strukturalistyczny Hotel Forum w Krakowie czy bloki mieszkalne „Bunkrowce” (wrocławski „Manhattan”), które zaprojektowała Jadwiga Grabowska-Hawrylak. Pomnik Barykada Września w Warszawie zalicza się do dzieł brutalizmu.
Kompleks sportowy „Warszawianka” na Mokotowie, który zbudował Jerzy Sołtan w 1961 jest najbardziej monumentalnym dziełem architektury brutalizmu w Polsce.

## Galeria

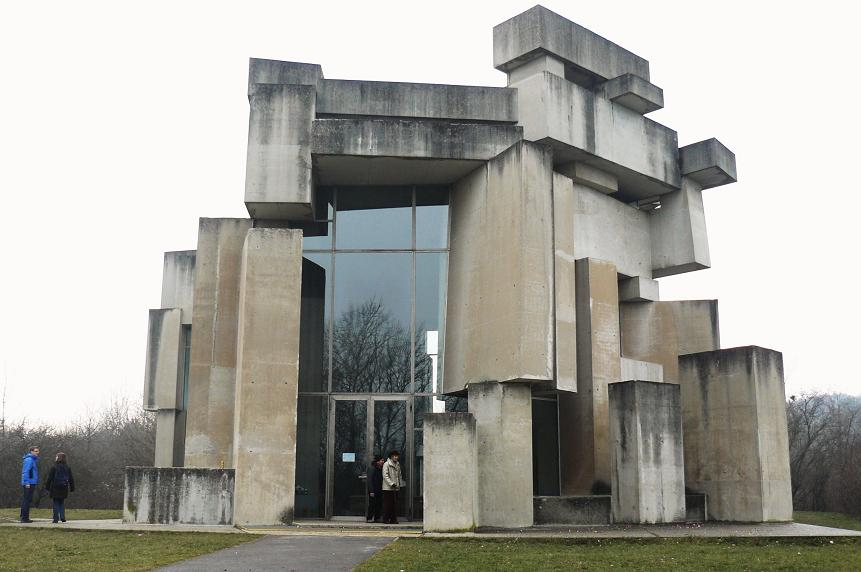
Wotrubakirche (Wiedeń)
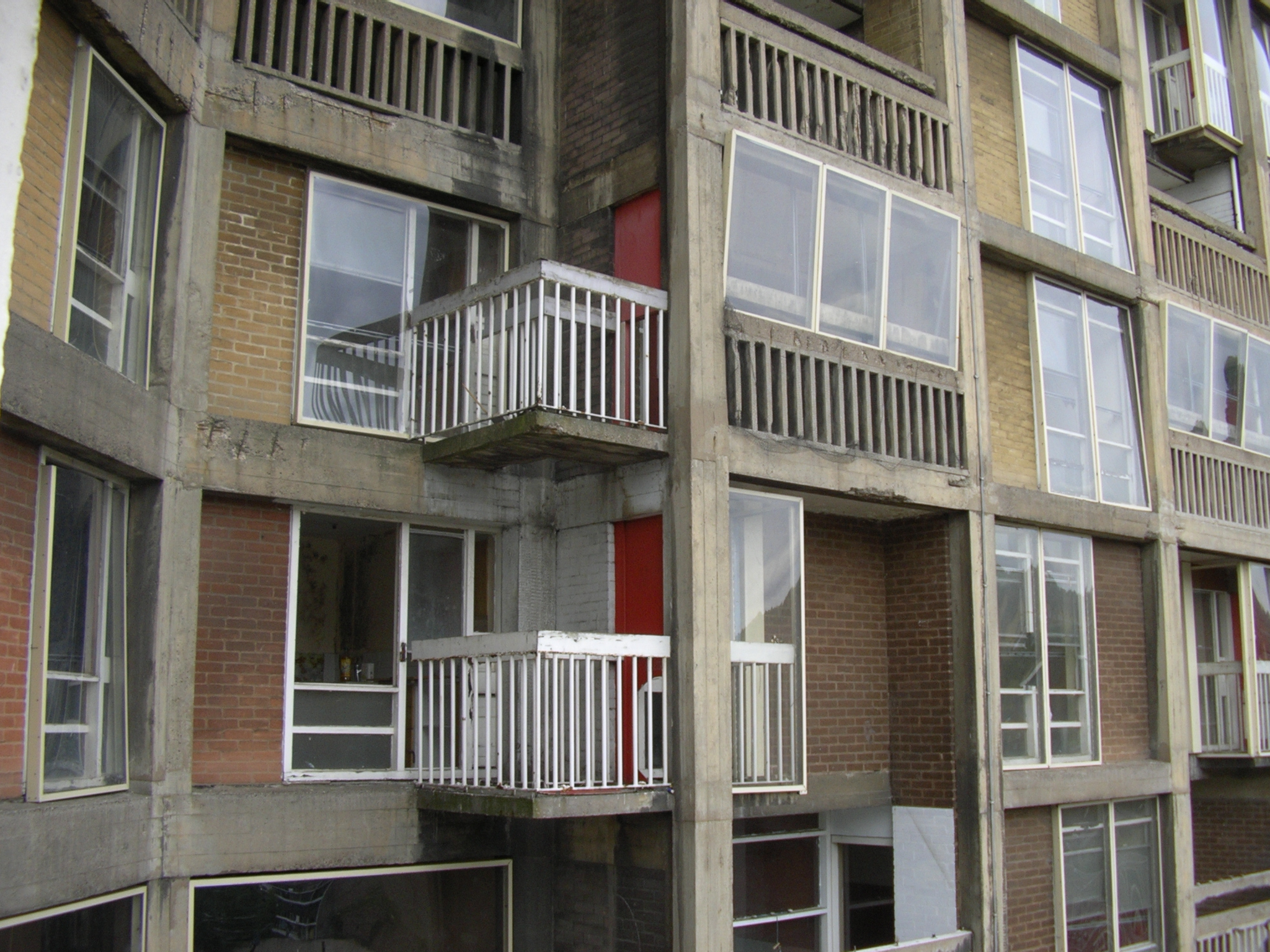
Budynek mieszkalny (Sheffield)
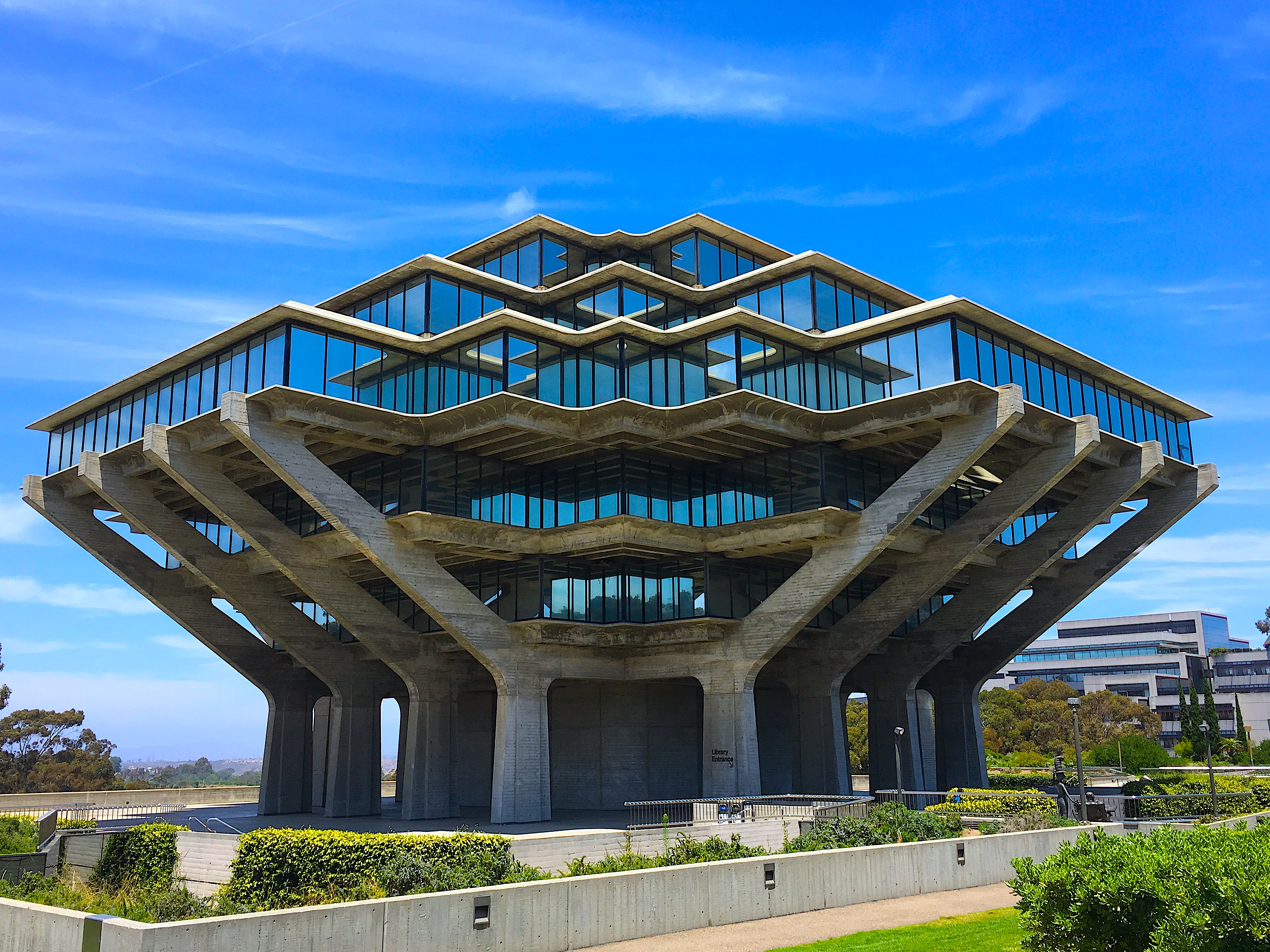
Biblioteka uniwersytecka (San Diego)
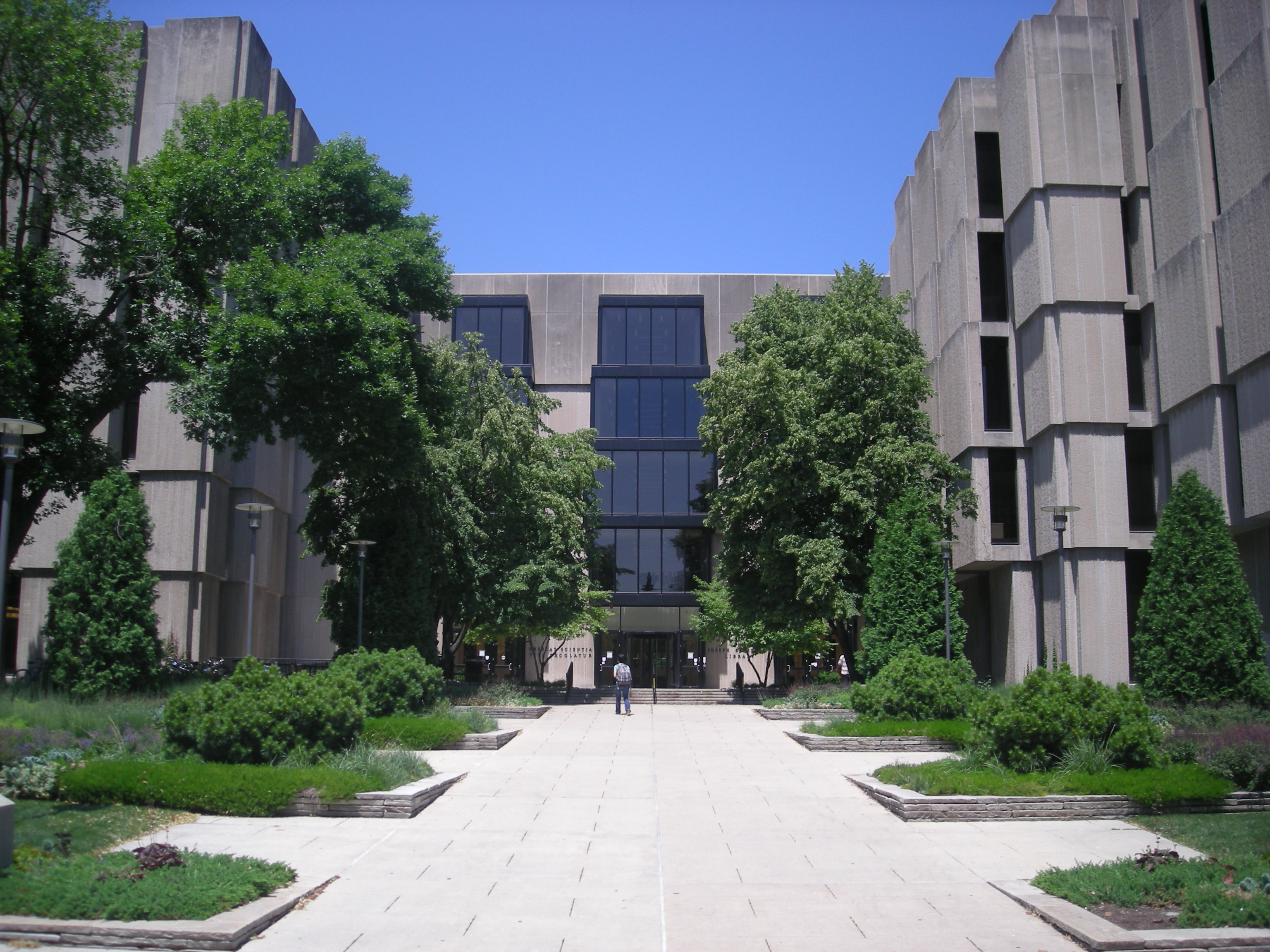
Biblioteka uniwersytecka (Chicago)
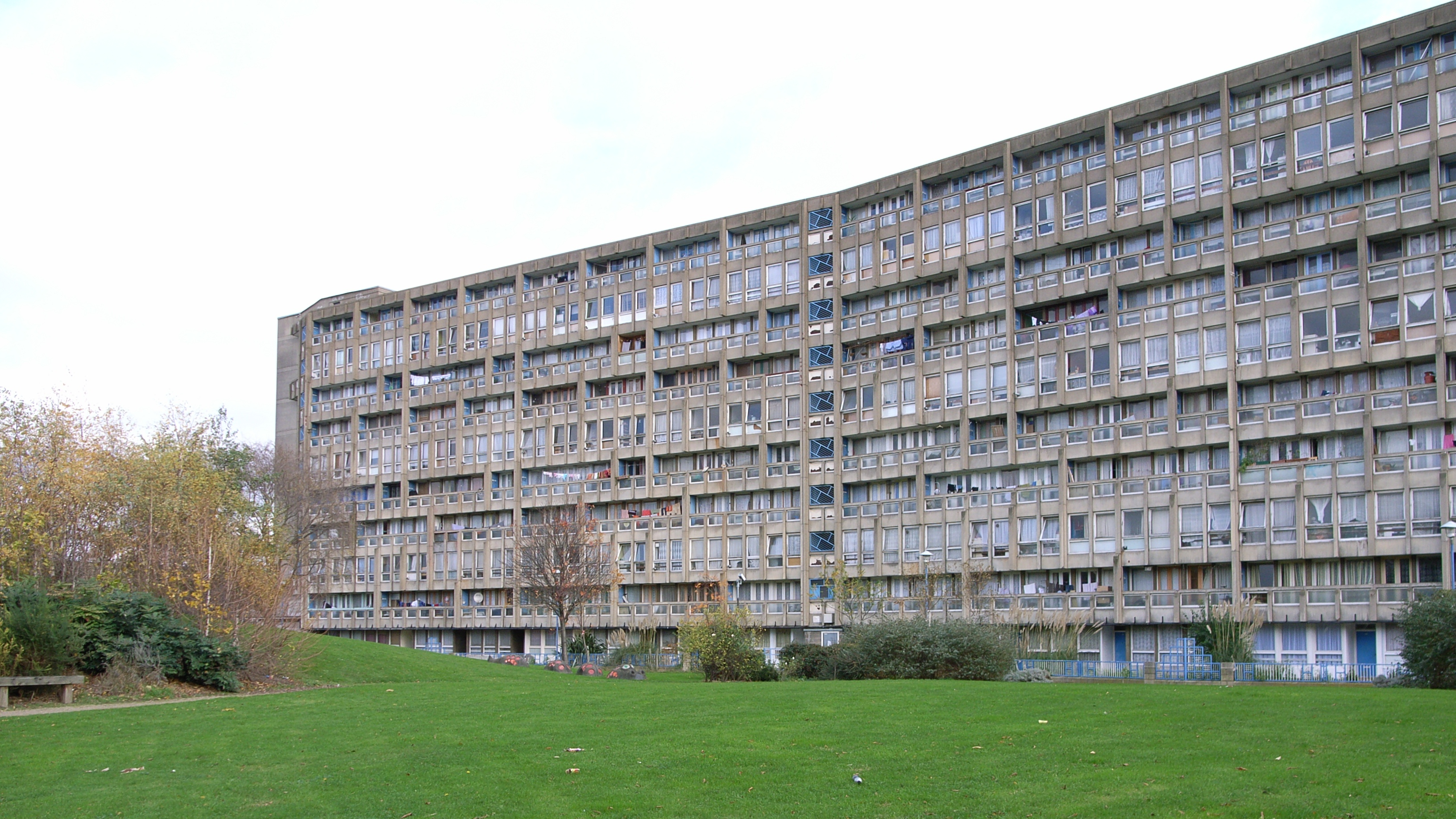
Osiedle Robin Hood Gardens (Londyn)
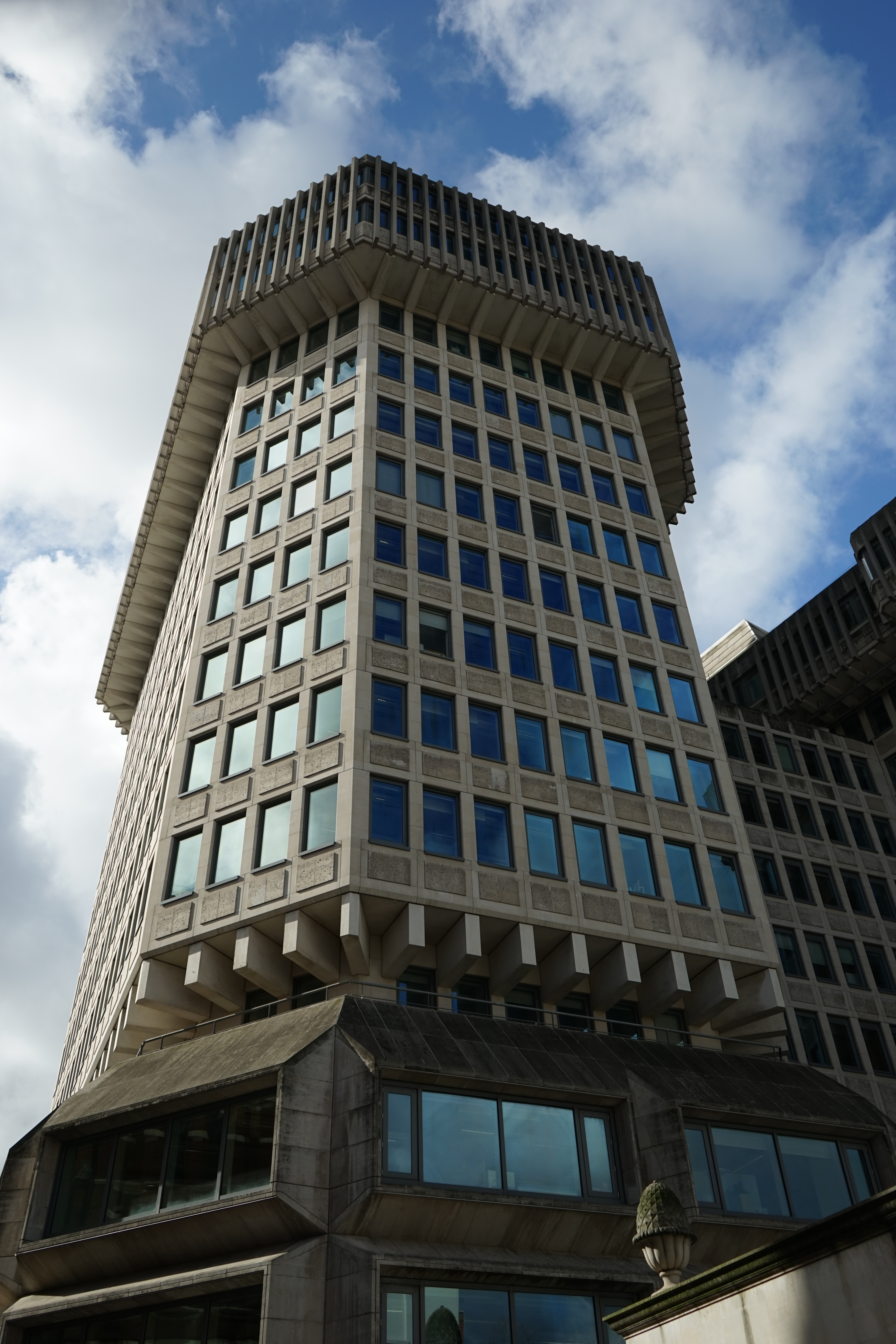
Gmach Ministerstwa Sprawiedliwości (Londyn)
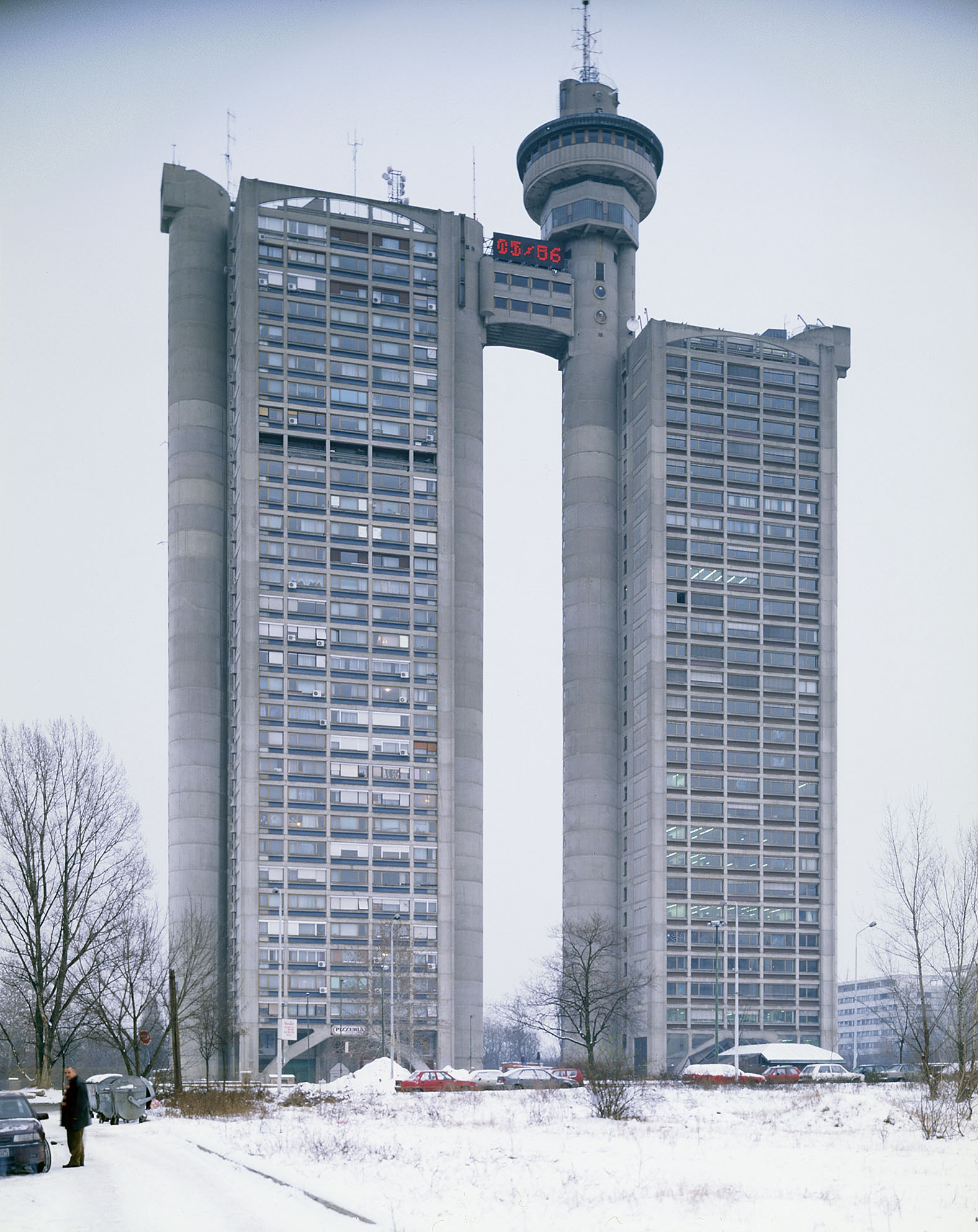
Wieża Genex, tzw. Zachodnia Brama Belgradu
Główna siedziba Banku Gruzji (Tbilisi)
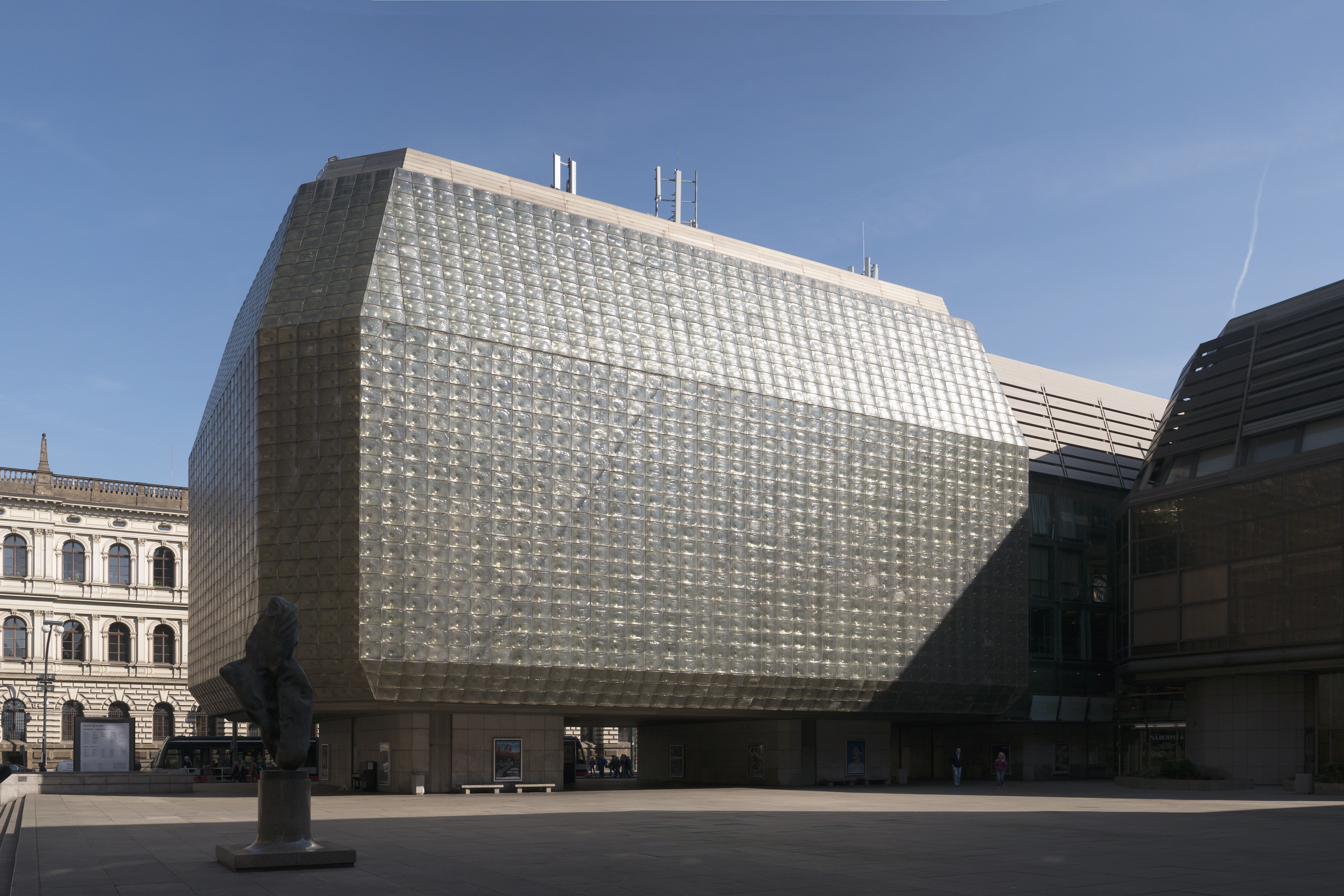
Nová Scéna (Praga)
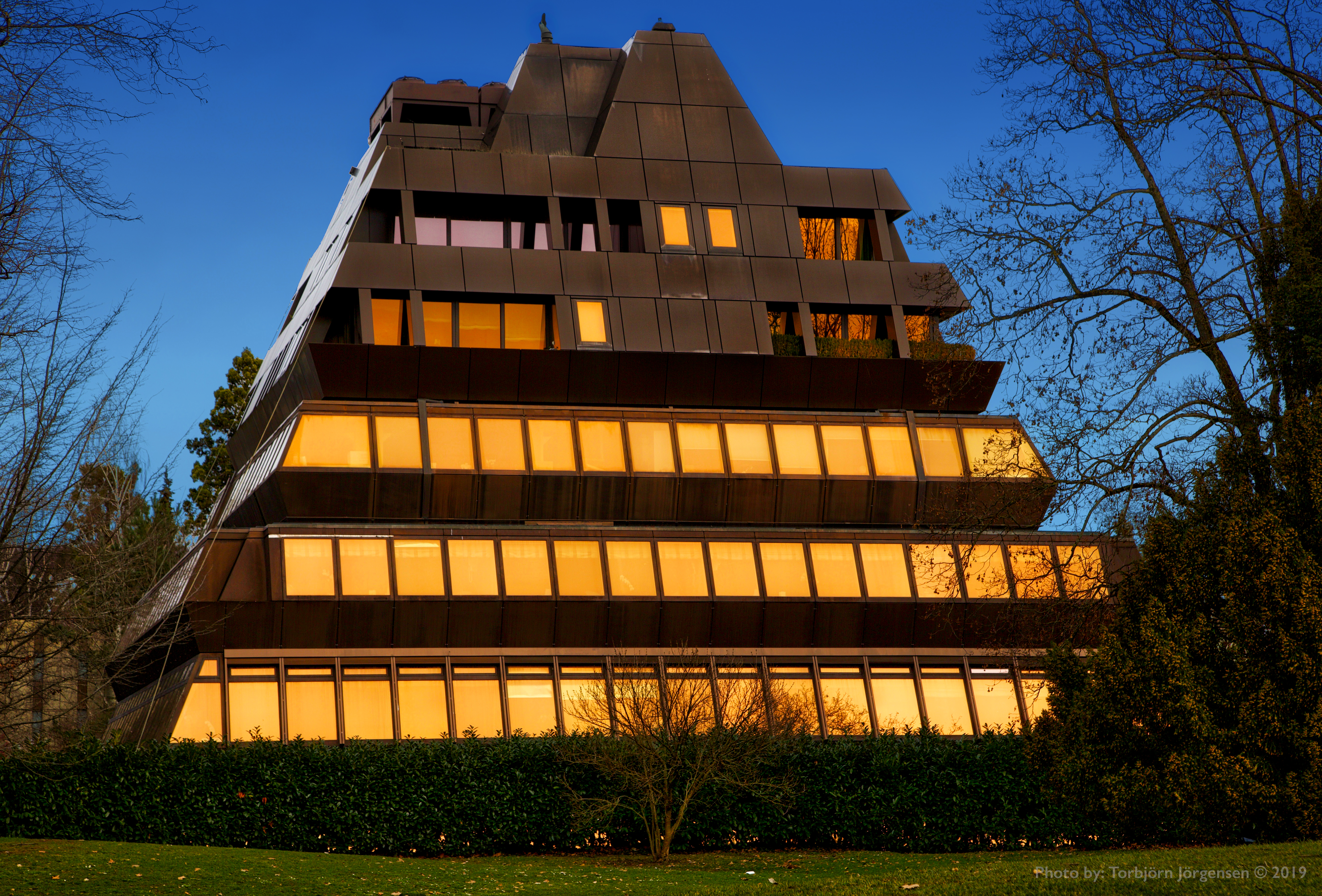
Ferrohaus (Zurych)
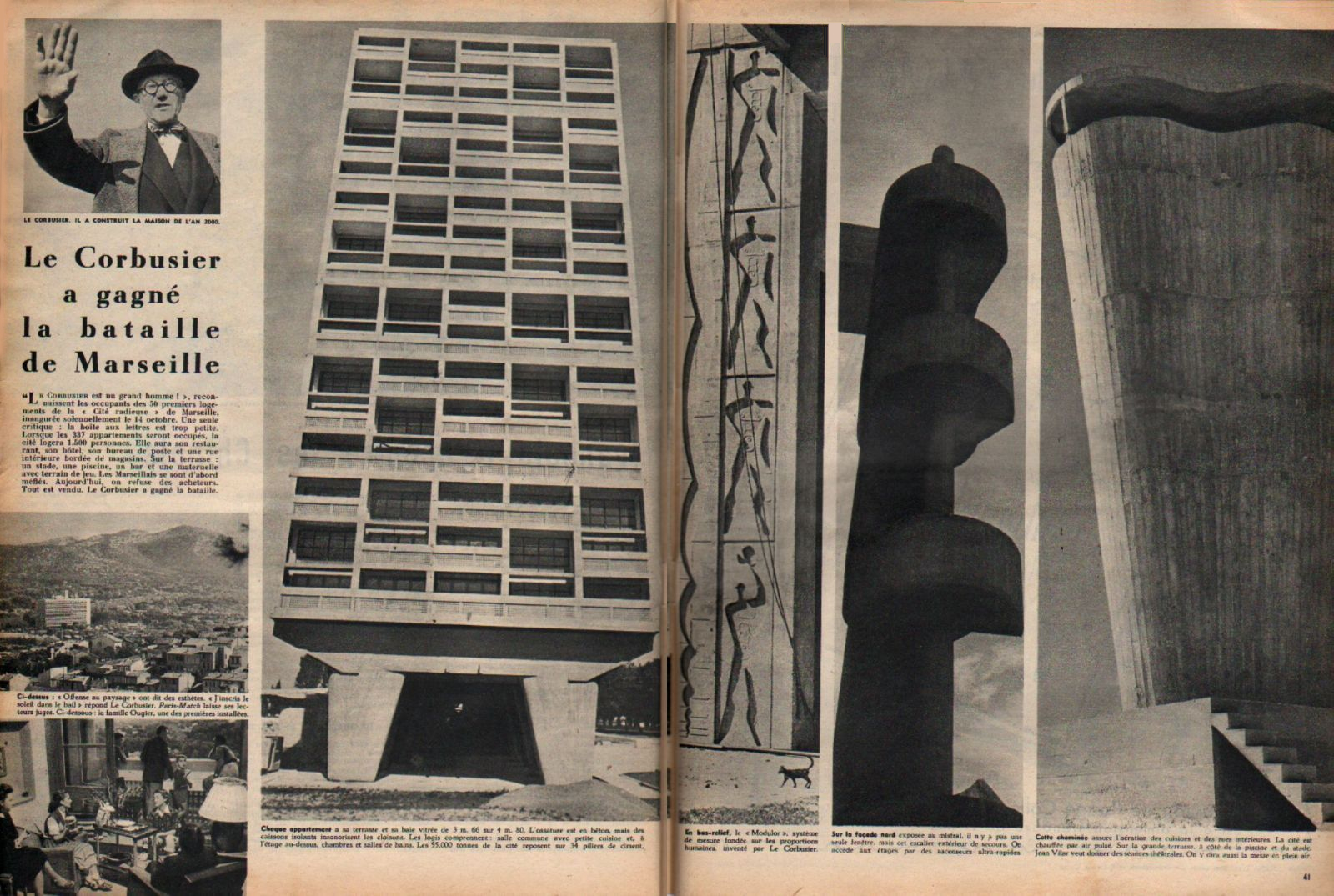
Unité d’habitation (Marsylia)
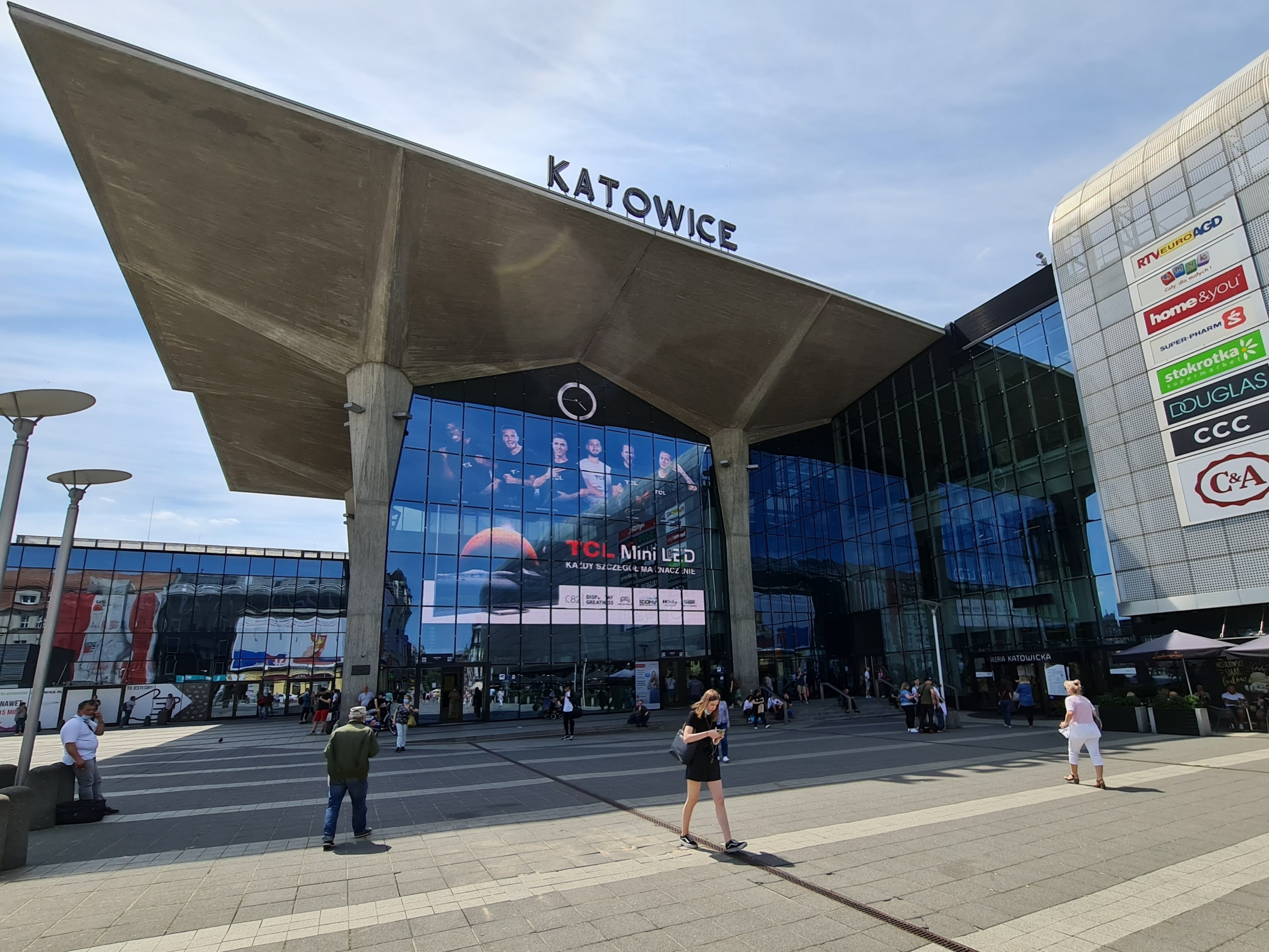
Katowice (stacja kolejowa)
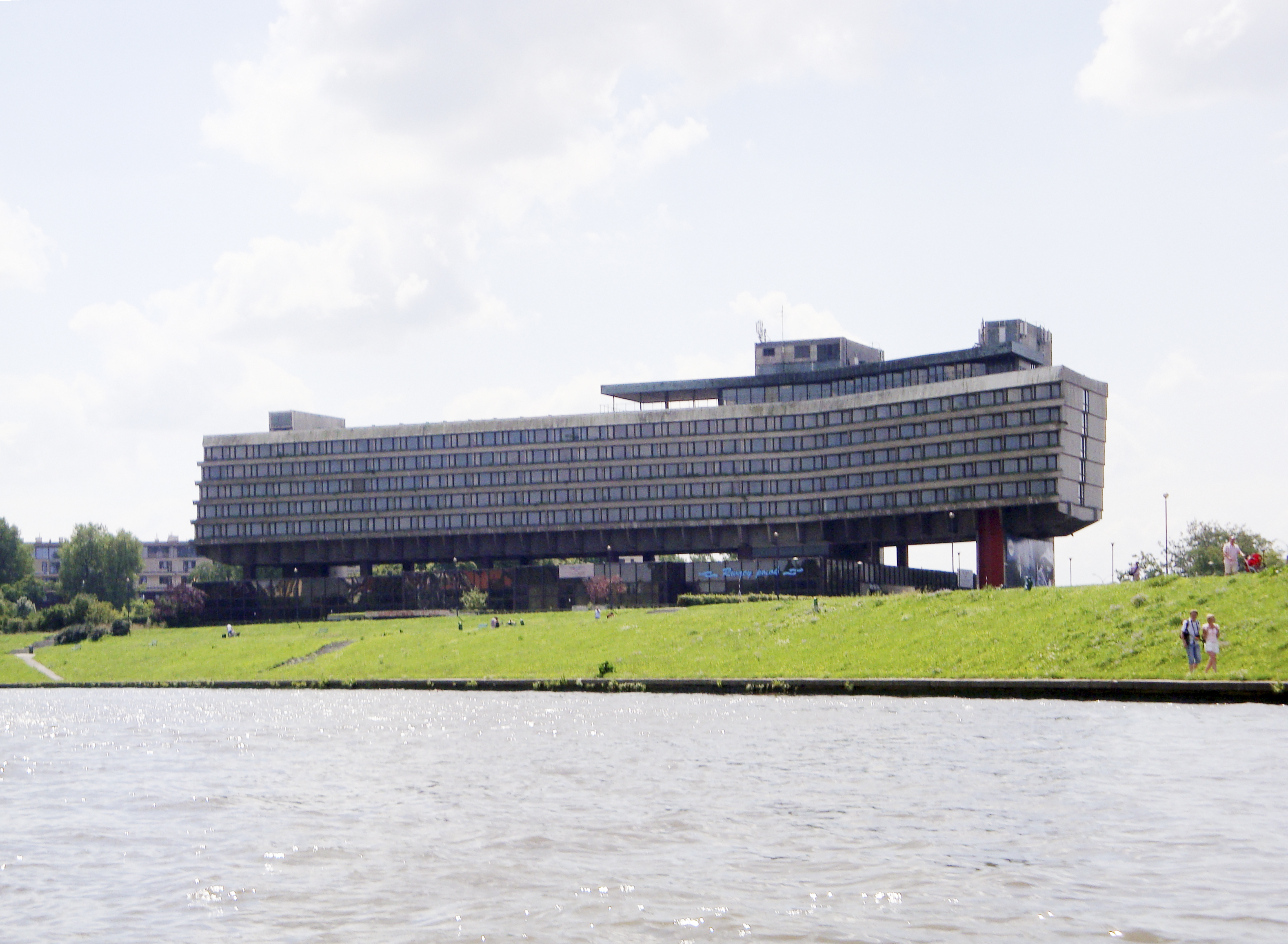
Hotel Forum (Kraków)
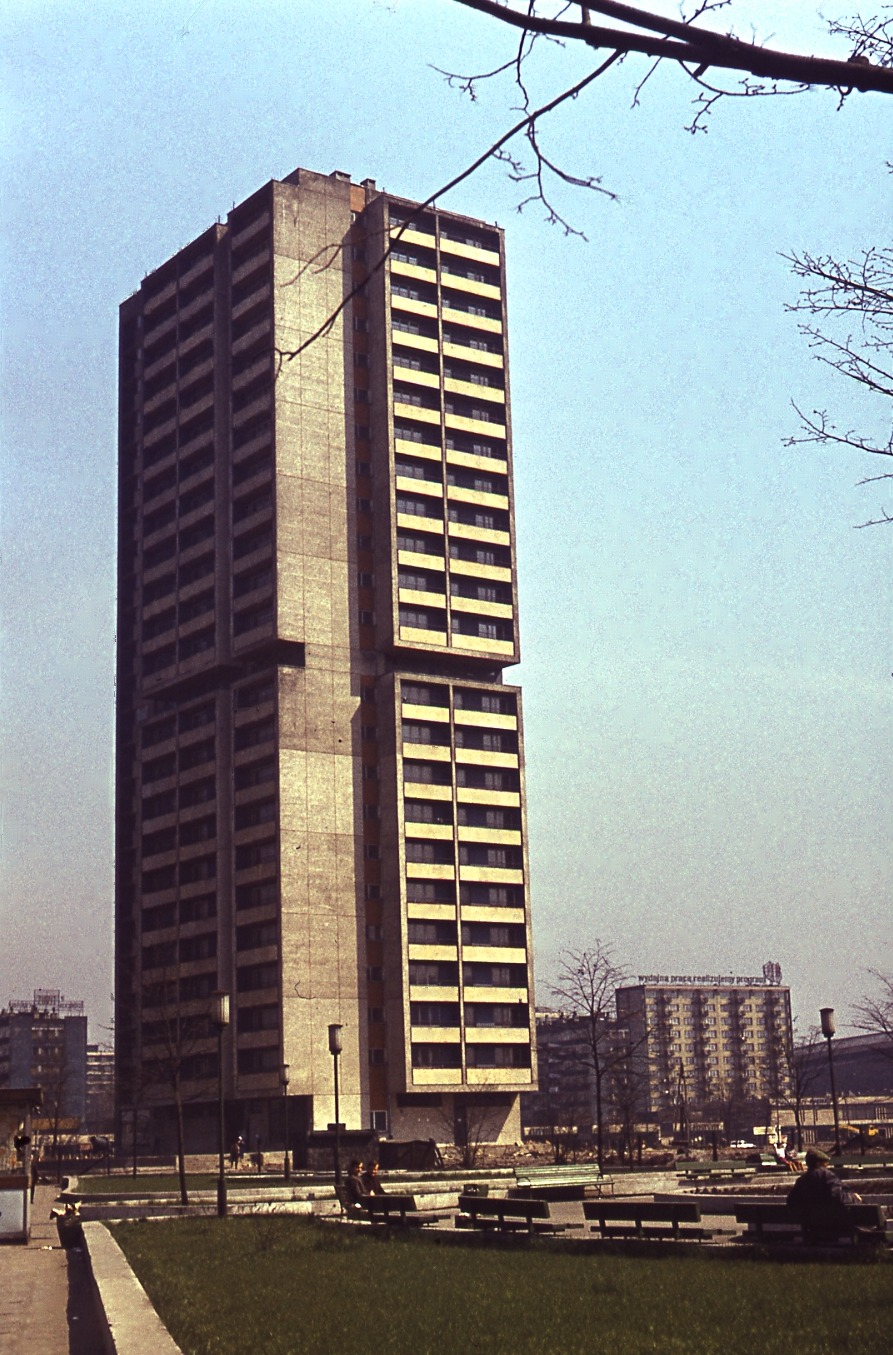
Blok mieszkalny Haperowiec (Katowice)
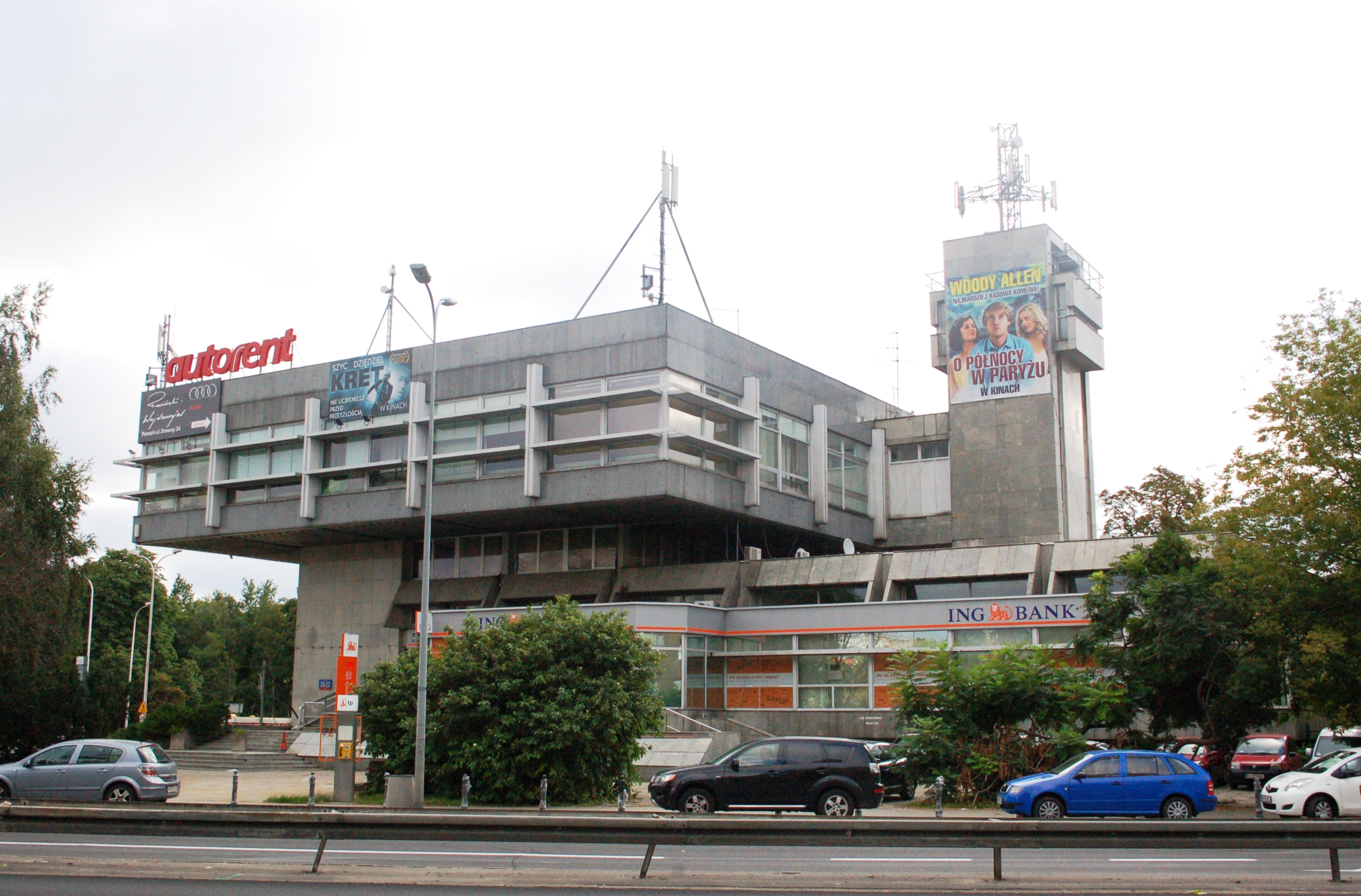
Księgarnia Uniwersus (Warszawa)
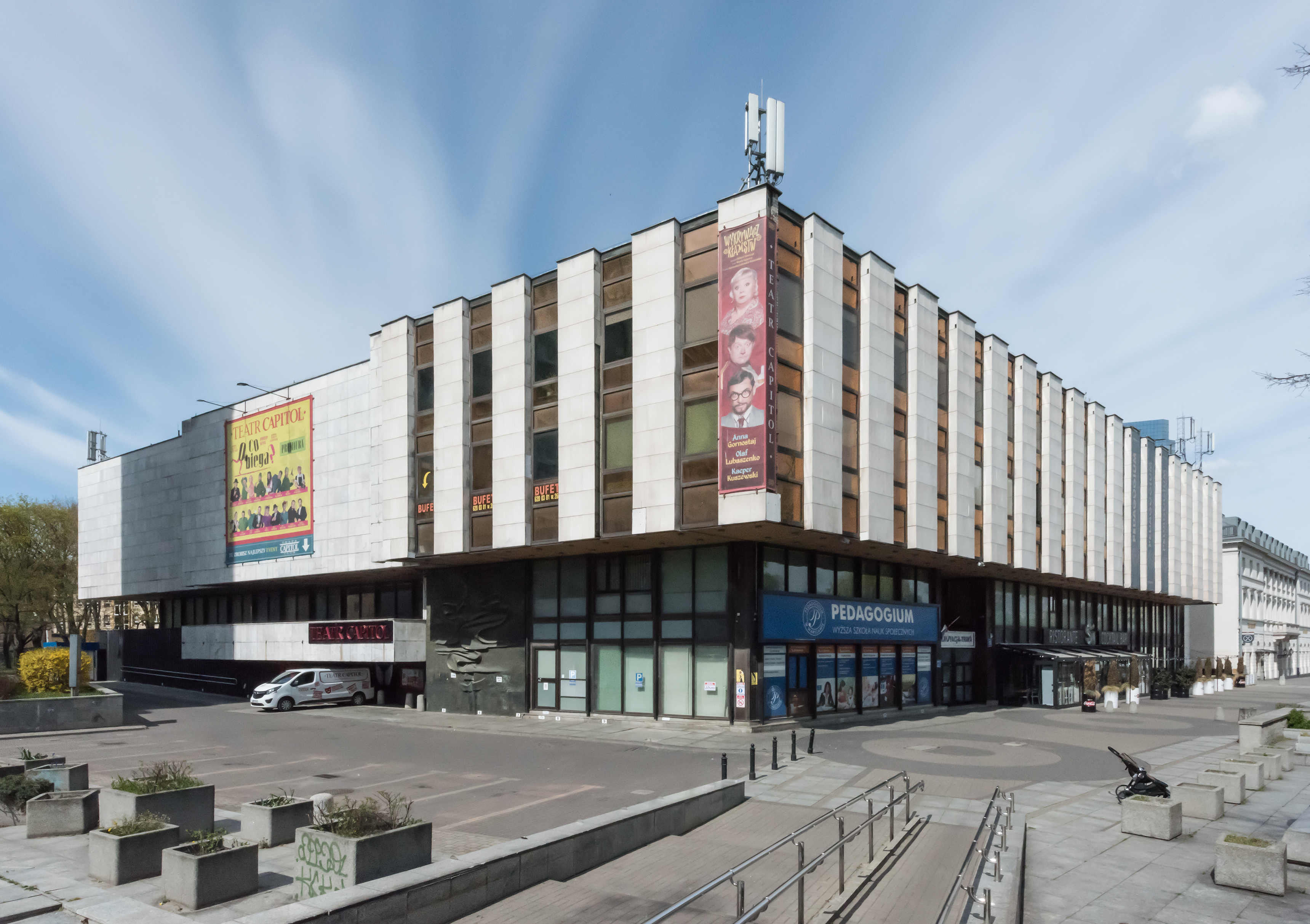
Dom Przyjaźni (Warszawa)